# Daria Saville
Daria Saville (født russisk: Дарья Алексеевна Гаврилова tr. Darja Aleksejevna Gavrilova; født 5. marts 1994) er en russisk-australsk tennisspiller.
Hun repræsenterede Australien under Sommer-OL 2016 i Rio de Janeiro, hvor hun blev slået ud i første runde i singel.

## Eksterne Henvisninger
- Daria Savilles profil på Sports-Reference OL-resultater (arkiveret) (engelsk)
- Daria Savilles profil på Olympedia (engelsk)
- Daria Savilles profil hos Australiens Olympiske Komité (engelsk)
- Daria Savilles profil hos WTA Tennis (engelsk)
- Daria Savilles profil hos ITF Tennis (engelsk)
- Daria Savilles profil hos Fed Cup (engelsk)
- Daria Savilles profil hos Tennis Australia (engelsk)
- Daria Savilles profil hos ITF Tennis (engelsk)